# Försjö göl
Försjö göl är en sjö i Hultsfreds kommun i Småland och ingår i Viråns huvudavrinningsområde.